# Hashizume Bun
Pour les articles homonymes, voir Bun.
Hashizume Bun (橋爪文) (nom de plume de Hashizume Fumiko, née à Hiroshima le 5 janvier 1931) est l'une des rares hibakusha (survivants du bombardement atomique) à témoigner des faits. À quatorze ans, elle se trouvait à moins d’un kilomètre et demi de l’hypocentre de l’explosion atomique, le 6 août 1945, à 8 h 15.
Elle est l'auteure de divers ouvrages en japonais, notamment des recueils de poésie. 

Son autobiographie, témoignage de ce qu'ont vécu les habitants d'Hiroshima, a été traduite en langue française.

## Ouvrage traduit en français
- Le jour où le soleil est tombé - J'avais 14 ans à Hiroshima, 2007, Ed. Cénacle de France, 219 p.  (ISBN 2916537015)